# Scooby-Doo! ed il mistero del circo
Scooby Doo ed il mistero del circo (Big Top, Scooby-Doo!) è un film d'animazione del 2012 diretto da Ben Jones e basato sui personaggi creati da Hanna-Barbera.

## Trama
Scooby e la sua banda si recano in un circo Ad Atlantic City, itinerante dove un misterioso lupo mannaro semina il panico tra gli artisti e gli spettatori. La bella squadra è incaricata di indagare su questa strana vicenda. Vengono quindi coinvolti nel circo per svolgere meglio le indagini. Fred è un acrobata, Shaggy e Scooby sono allenatori, Velma è la donna sexy e Daphne è un clown.
La gang incontrano un uomo che insegue un lupo mannaro che si è intrufolato nel circo. Il lupo mannaro attacca la gang, ma alla fine viene spaventato da Velma, usando un riflettore.
L'uomo ringrazia la gang e si presenta come Marius Brancusi, il capobanda. Informa la gang che il lupo mannaro che hanno incontrato ha spaventato il circo per alcuni mesi, ha spaventato molti dei suoi artisti e ha rubato gioielli ovunque si trovassero. Sospetta persino che il lupo mannaro possa essere uno dei suoi artisti. Velma nota che questo incidente allude a un caso avvenuto nel XVIII secolo a Ingolstadt, dove un lupo mannaro di nome Hans collezionò una combinazione di gioielli che gli consentiva di trasformarsi in un lupo mannaro in qualsiasi momento. Dopo che la gang dice a Marius che risolvono misteri, Marius li assume per andare sotto copertura come artisti circensi.
La mattina dopo, Marius presenta la banda agli altri artisti circensi. Scooby e Shaggy si alleano con l'addestratrice di animali Whitney Doubleday, che li informa che Marius ha intenzione di eliminare tutti gli spettacoli con animali per modernizzare il circo. Afferma di non aver avuto problemi a ritirarsi, ma Shaggy lo trova ancora sospettoso. A Velma viene assegnato il ruolo di una palla di cannone umana e lavora con l'uomo forte Archambault. Fred incontra l'altro trapezista, Oliverio, e la sua ragazza, Lena. Oliverio diventa immediatamente geloso di Fred quando Lena inizia a flirtare con lui. Daphne incontra i clown del circo, Schmatko e Sisko. Sisko comunica solo con un corno. Schmatko dice a Daphne che è riluttante ad avere questo ruolo di clown . In seguito, quando Schmatko va a prendere un rinfresco, viene rapito dal lupo mannaro.
Più tardi, la gang assiste a un'altra rapina da parte del lupo mannaro e viene inseguita da un secondo lupo mannaro che indossa l'uniforme di Schmatko. La gang scappa e torna al circo per informare Marius. Nonostante questo, Marius decide che lo spettacolo deve continuare.
Daphne sostituisce Schmatko, mentre Fred fa un numero di funamboli per riempire il tempo. Lo spettacolo va molto bene, specialmente il numero di Scooby, anche se Shaggy si prende il merito della performance di Scooby quando dice al pubblico che è il suo "allenatore". Prima che Velma possa esibirsi, i due lupi mannari attaccano Shaggy e Scooby. Fred e Marius riescono a far cadere la rete di sicurezza del trapezio su di loro, ma i lupi mannari non si trovano da nessuna parte quando cercano nella rete. Nonostante l'attacco, gli artisti ricevono un grande applauso dal pubblico, che crede che i lupi mannari fossero solo una parte dello spettacolo.
Il giorno dopo, Marius mostra alla gang le recensioni dell'esibizione della sera prima e commenta che sono le migliori recensioni che abbia mai ricevuto. Nelle recensioni, i critici hanno definito Shaggy il più grande artista circense, con grande costernazione di Scooby, che i critici chiamano "Scabby". Quando Marius va a mostrare la recensione al resto dei suoi artisti, Archambault fa cadere un libro sui lupi mannari di Ingolstadt dallo scaffale del suo ufficio, facendo sospettare alla gang che Marius potrebbe essere coinvolto negli attacchi dei lupi mannari, poiché Marius inizialmente aveva affermato di non avere alcuna conoscenza sui lupi mannari. Nella pagina che contiene l'elenco dei gioielli di cui un lupo mannaro ha bisogno, Velma scopre che l'unico gioiello che il lupo mannaro non ha è un carbonado. Affrontano Marius sul libro, ma Marius afferma che il libro non è suo.
Quando va a fare una pausa pranzo, Shaggy riceve numerosi elogi dalla gente del posto, il che a sua volta continua a infastidire Scooby così tanto che Shaggy lo corrompe con una carriola piena di Scooby Snacks per impedirgli di smettere. Marius informa la banda che faranno uno spettacolo privato per Wulfric Von Rydingsvard, un cantante della band Wülfsmöøon che Shaggy ammira. Più tardi, Velma scopre che un carbonado è anche chiamato diamante nero, un gioiello di proprietà di Wulfric.
La gang si prepara a catturare il lupo mannaro durante lo spettacolo, ma prima che lo spettacolo inizi, Archambault, Lena e Marius scompaiono. Durante lo spettacolo, i lupi mannari appaiono dopo il numero di Scooby, insieme ad altri tre, ognuno dei quali indossa i vestiti degli artisti scomparsi. I lupi mannari riescono a rubare il diamante nero a Wulfric e continuano a inseguire la gang. Durante l'inseguimento, Shaggy strappa la pelliccia di uno dei lupi mannari e trova della pelliccia rossa sotto, e Scooby nota che la gabbia in cui erano i babbuini di Doubleday è vuota, facendogli capire che i lupi mannari erano solo Doubleday e i suoi babbuini addestrati sotto mentite spoglie. Shaggy usa uno dei comandi spagnoli di Doubleday per fermarli. Doubleday cerca di scappare, ma viene sedato e catturato da Archambault, che afferma di essere stato legato in un capannone, ma è riuscito a rompere le corde. Lì, trovano il resto degli artisti scomparsi.
Doubleday, ancora privo di sensi, viene portato via dalla polizia, che però non riesce a trovare nessuno dei gioielli rubati.
Il giorno dopo, il circo Brancusi fa i bagagli e si prepara a lasciare Atlantic City. Marius ringrazia la banda dando loro pass gratuiti per tutti gli spettacoli del circo Brancusi. Archambault augura a Velma buona fortuna nel trovare il "diamante nero". Schmatko informa Daphne che ha deciso di lasciare il suo lavoro di clown e di inseguire il suo sogno nel teatro. Tuttavia, dopo che il treno del circo inizia a partire, Velma inizia a pensare che manchi ancora qualcosa. Velma ricorda che Archambault aveva sentito dire per l'ultima volta che il gioiello non era chiamato "diamante nero", ma "carbonado", e racconta che prima che Doubleday venisse catturato, aveva detto "Non ci prenderete così alla leggera", intendendo che aveva un complice. Ha anche notato durante lo spettacolo della sera prima che le corde attorno ad Archambault non erano rotte, ma le estremità erano state tagliate. Ricorda anche che hanno trovato il libro sui lupi mannari di Ingolstadt solo quando Archambault lo ha buttato giù dallo scaffale, il che suggerisce che Archambault l'abbia piazzato lì. Con i fatti sommati, la gang si rende conto che Archambault era il complice di Doubleday.
La gang insegue il treno e vede Archambault attaccare Marius per ottenere i soldi del botteghino. Scooby, Shaggy e Daphne stavano per salire sul treno per salvare Marius, ma a causa del ritardo di Shaggy e Scooby, Daphne non ha potuto unirsi a loro. Shaggy si scusa con Scooby per essersi preso il merito del suo gesto. I due si riconciliano e liberano i babbuini per aiutarli a fermare Archambault, e lo sottomettono usando i dardi tranquillanti.
Mentre Archambault viene portato via dalla polizia, Marius informa la gang che Doubleday e Archambault avevano lavorato con suo zio per anni, e si erano arrabbiati quando Marius ne aveva preso il comando e aveva deciso di modernizzare il circo. Quando Doubleday è stato catturato, Archambault lo ha tradito per guadagnare un po' di tempo e andarsene con i gioielli e i soldi del botteghino.
Alla fine, Wulfric arriva e ringrazia la banda per aver recuperato il suo gioiello, offrendo loro un'esibizione privata.